# Dracocephalum longipedicellatum
Dracocephalum longipedicellatum là một loài thực vật có hoa trong họ Hoa môi. Loài này được Muschl. mô tả khoa học đầu tiên năm 1907.